# Octopus maorum
Octopus maorum är en bläckfiskart som beskrevs av Hutton 1880. Octopus maorum ingår i släktet Octopus och familjen Octopodidae. Inga underarter finns listade i Catalogue of Life.